# 哈紐馬皮爾瓦山
15°03′11″S 71°25′15″W / 15.05306°S 71.42083°W
哈紐馬皮爾瓦山（Jañuma Pirwa），是秘魯的山峰，位於該國南部阿雷基帕大區，由卡伊尤馬省的蒂斯科區負責管轄，屬於安地斯山脈的一部分，海拔高度5,125米。